# 鸟岛站
鸟岛站位于中华人民共和国青海省海北藏族自治州刚察县，青海湖西北角，是青藏铁路的一座车站，距离西宁站241公里，于2006年启用，现由青藏铁路公司营运。车站现为四等站，为青藏铁路西格段新建复线时扩建，办理旅客乘降和行包托运。站房外形为鸬鹚形，主要为青海湖鸟岛观光所建。

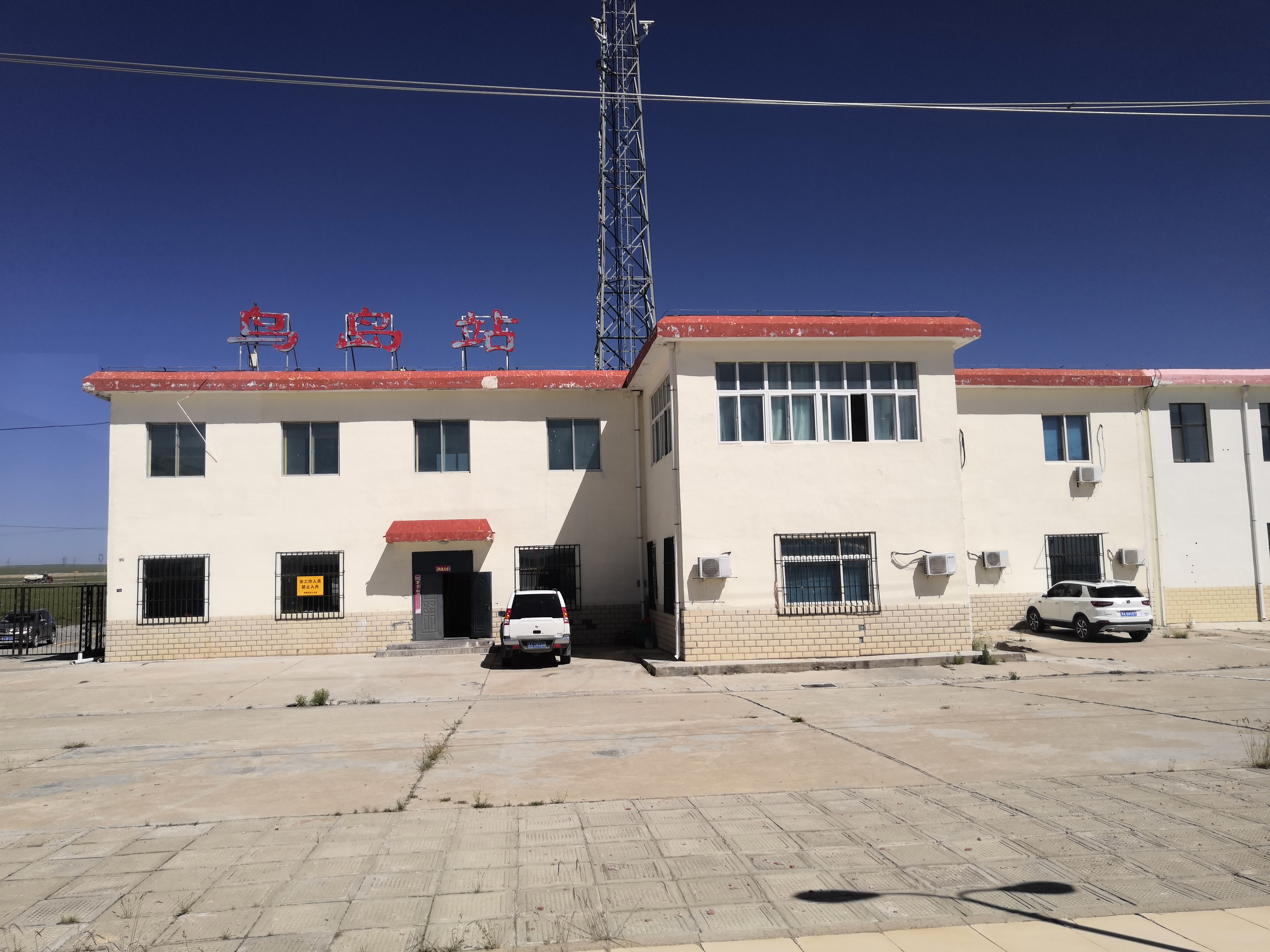
2020年，列车上抓拍的鸟岛站站房

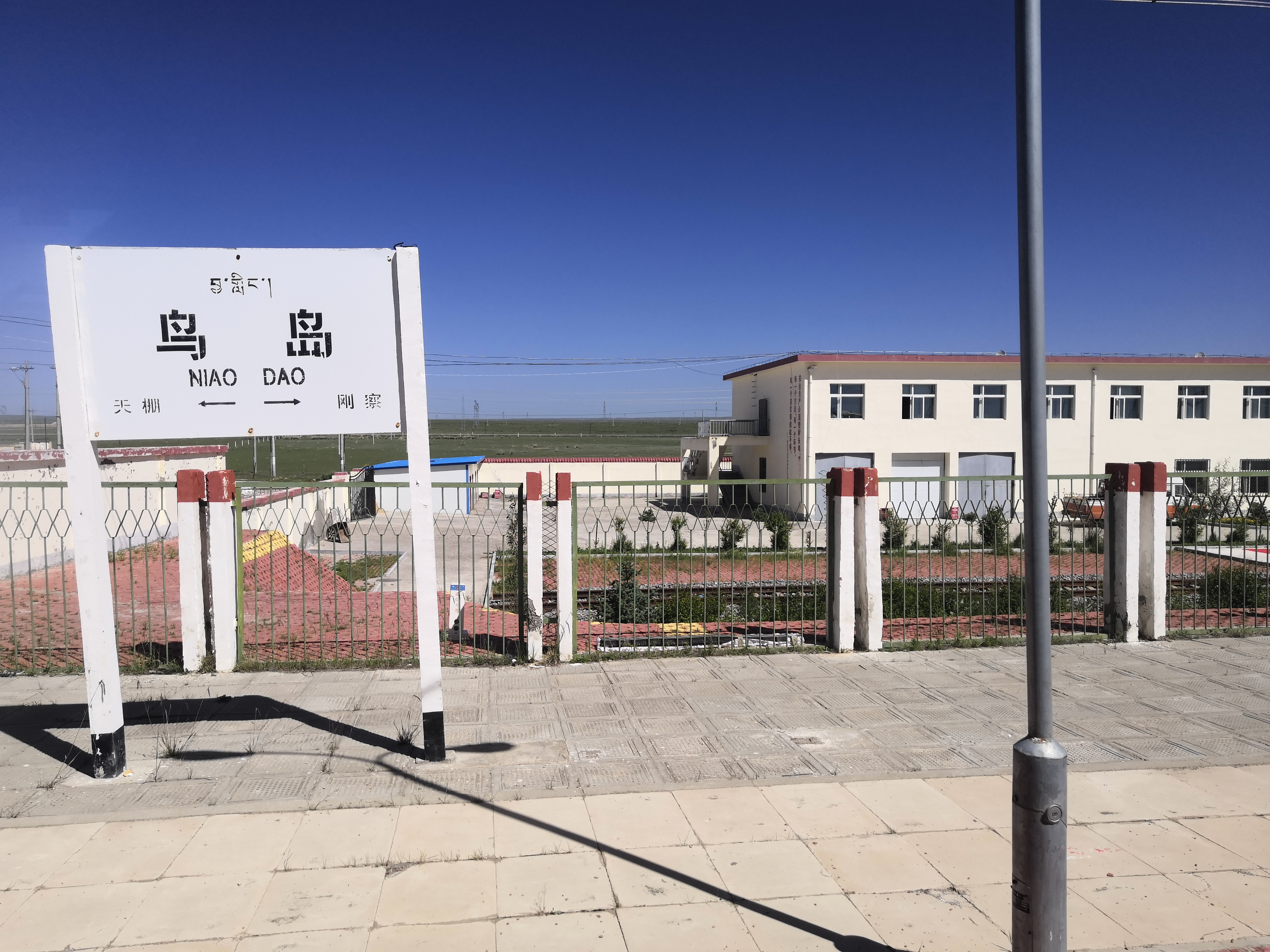
2020年，列车上抓拍的鸟岛站站牌